# Adagum
Adagum (del ruso: Адагу́м) es un jútor del raión de Krymsk del krai de Krasnodar, en Rusia. Está situado en la orilla izquierda del río Adagum (del cual tributan las aguas de Psebeps y Jobza), afluente por la izquierda del río Kubán, en las inmediaciones de su delta, 30 km al noroeste de Krymsk y 99 km al oeste de Krasnodar. Tenía 2827 habitantes en 2010.
Es cabeza del municipio Adagúmskoye, al que pertenecen asimismo Akermenka, Barantsovskoye, Kubánskaya Kolonka, Novopokróvskoye, Novomijáilovski, Neftepromyslovi, Nepil y Proletarski.

## Historia
El nombre de la localidad deriva del nombre del río Adagum, que a su vez es una palabra adigué para corriente rápida.

## Transporte
La estación de ferrocarril más cercana se halla 4 km al oeste en Varenikovskaya.